# كين بورتون (ملحن)
كين بورتون (بالإنجليزية: Ken Burton)‏ هو مغني وملحن بريطاني، ولد في 5 يناير 1970.

## وصلات خارجية
- الموقع الرسمي
- كين بورتون على موقع ميوزك برينز (الإنجليزية)